# Bobbie Vaile
Roberta Anne « Bobbie » Vaile (née le 25 juin 1959 et décédée le 13 novembre 1996) était une astrophysicienne australienne et maître de conférences en physique à la Faculté de commerce et de technologie de l'université occidentale de Sydney. Elle a participé au projet Phoenix (une expérience SETI) et a joué un rôle important dans la création du centre SETI d'Australie, créé à l'université en 1995. Elle est décédée après une bataille de sept ans contre une tumeur cérébrale inopérable.
Bobbie est née à Junee, en Nouvelle-Galles du Sud. Elle a étudié à l'université de Newcastle, où elle a obtenu son Bachelor of Science. Elle a obtenu son doctorat à l'université de Nouvelle-Galles du Sud avec une thèse intitulée « The Corona Australis Complex » en 1989.
Bobbie a reçu le prix Unsung Hero of Australian Science décerné en 1995 pour son travail de développement de méthodes simples et conviviales d'enseignement des sciences.
D'autres articles publiés incluent : (en) Seth Shostak, Ronald D. Ekers et Roberta Vaile, « A Search for Artificial Signals from the Small Magellanic Cloud », The Astronomical Journal, vol. 112,‎ 1996, p. 164-166.
Un jardin commémoratif à l'Université de Western Sydney a été dédié à Bobbie en 1999, et il existe un parc/réserve à Camden, en Nouvelle-Galles du Sud, qui porte son nom. L'astéroïde binaire de la ceinture d'astéroïdes (6708) Bobbievaile, découvert par l'astronome australien Robert H. McNaught en 1989, a également été nommé en sa mémoire. La citation de la dénomination a été publiée le 22 avril 1997.